# George Johnstone Stoney
George Johnstone Stoney (15 de Fevereiro de 1826 - 5 de Julho de 1911) foi um físico irlandês famoso principalmente pela introdução do termo eletrão como a "unidade fundamental da eletricidade". Ele formulou o conceito primeiro em seus trabalhos publicados em 1874 e 1881 e sugeriu o nome atualmente usado em 1891. 

 Stoney publicou 75 trabalhos científicos durante sua vida.

## Biografia
Stoney nasceu em Oak Park, perto de Birr, Condado de Offaly, na Irlanda. A sua família, anglo-irlandesa, perdera a sua terra no tempo da Grande Fome. Frequentou o Trinity College em Dublin, obtendo o bacharelato em 1848 e um mestrado em 1852. Em 1848 tornou-se o primeiro assistente regular de Astronomia de William Parsons no Castelo de Birr, Condado de Offaly, onde Parsons construíra o maior telescópio do mundo, o Leviatã de Parsonstown, com um refletor de 183 centímetros.
Em 1852, Stoney tornou-se Professor de Filosofia Natural no Queen's College Galway (hoje a Universidade Nacional da Irlanda). Em 1857, muda-se para Dublin como Secretário da Queen's University of Ireland. Sediara-se no Castelo de Dublin com residência em Dundrum. Foi secretário honorário da Real Sociedade de Dublin durante vinte anos, servindo depois como vice-presidente. Continuou o seu trabalho científico e académico com essa sociedade. Subsequentemente, assumiu o cargo de superintendente da Civil Service Examinations na Irlanda, cargo esse que ocupou até a sua reforma em 1893. Nesse ano, e por questões familiares, mudou-se para Londres. Stoney faleceu a 5 de Julho de 1911 em sua casa em Notting Hill, Londres.

## Escala Stoney
A física atual tem na Escala de Planck um ingrediente fundamental na busca de uma Teoria de Tudo. A ideia por trás da Escala de Planck, entretanto, foi antecipada por George Stoney em pelo menos oitenta anos. Assim como Planck depois dele, Stoney percebeu que a existência de efeitos da física em grande escala (como a gravidade) e de efeitos da física em pequena-escala (como o eletromagnetismo) implica naturalmente em uma escala intermediária onde estas diferenças podem ser estudadas. Stoney propõs que o nome da unidade mínima de nesta escala intermediária fosse eletrão.
As constantes usadas por Stoney para definir esta unidade são as seguintes::
- Carga elétrica, e;
- Velocidade da luz no vácuo, c;
- Constante gravitacional, G;
- Constante de Coulomb, 1/(4πε0).

Isso significa que os valores numéricos dos elétrons são iguais a um:
{\displaystyle e=c=G=4\pi \varepsilon _{0}=1\,}

## Literatura
- Alex Keller: The Infancy of Atomic Physics. Hercules in His Cradle, Oxford University 1983. ISBN 0-19-853904-5